# 須田満主
須田 満主（すだ みつたけ）は、江戸時代後期の米沢藩重臣。家の格式は侍組分領家（番頭の家柄）。須田氏で、最後の分領家身分であった当主。通称は伊豆摩、後に伊豆。諱は満主。

## 経歴
須田知義（左近）の嫡子として誕生し、宝暦3年（1753年）6月23日に家督相続。宝暦7年（1757年）に侍頭に就任する。
宝暦13年（1763年）に2度目の江戸幕府への、米沢藩の藩政混乱を訴える箱訴が幕閣で話題になっているという情報が酒井忠香より米沢藩江戸屋敷にもたらされた。これを契機として竹俣当綱による森利真殺害と、重臣による藩主重定への藩政改革要求が起こる。同年5月22日に同じく侍頭の本庄職長、安田雅元（後に毛利）、竹俣英秀らとともに参勤交代で国許に戻った藩主重定に改革を求める建白書を提出。7月28日に重定より本庄ともども郷村頭取兼務を命じられる。しかし、本庄ともども6万石の荒地開発に「器量の人」を任ぜられるように進言して辞退したが、結局、就任を承諾した。
明和3年1月5日（1766年2月13日）に江戸家老に就任。上杉治憲による大倹令や竹俣当綱ら青莪社一派の登用とその重用、尾張藩の儒学者細井平洲の厚遇などに反発した。
安永2年（1773年）5月26日に雨乞い祈祷の一環として治憲の愛宕山参詣に当綱とともに同行したが、全く効果がなかった。6月27日に芋川延親とともに千坂高敦、色部照長らの重臣と協力して七家騒動を起こし、芋川ともども切腹及び苗字断絶（改易）となる。後に芋川家と須田家の再興が、侍組平侍（馬上の平士）の処遇で許可されるが、以後、分領家に返り咲くことはなかった。

## 家系
遠祖は長野県須坂市発祥。上杉謙信の信濃衆の一人であった。信濃国高井郡の土豪・井上氏の支族。